# Suslic europeu
El suslic europeu (Spermophilus citellus) és una espècie de rosegador esciüromorf de la família dels esciúrids característic de les planes d'Europa oriental. Concretament, es troben en tot l'est d'Europa des del sud d'Ucraïna, a l'Àsia Menor, Àustria, la República Txeca, Eslovàquia, Sèrbia, Grècia, Romania, Bulgària, Macedònia del Nord i tant lluny al nord com a Polònia, però l'extensió està dividida en dues part pels Carpats.
El suslic europeu creix fins a una longitud d'aproximadament 20 cm i un pes d'aproximadament 300 g. Es tracta d'un animal diürn, que viu en colònies de caus individuals en pastures o terraplens coberts d'herba. Els esquirols surten durant el dia per alimentar-se de llavors, brots i arrels de les plantes o invertebrats no voladors. Les colònies mantenen sentinelles que xiulen a la vista d'un depredador, de manera que ràpidament retornen a la seguretat del cau.
La cria es realitza a principis d'estiu, amb ventrades d'entre 5 i 8 cries. L'esquirol de terra europea hiverna entre la tardor i març, amb el període depenent del clima. En preparació van acumulant reserves de teixit adipós marró durant el final de l'estiu.